# Montreuil-sur-Thonnance
Montreuil-sur-Thonnance é uma comuna francesa na região administrativa de Grande Leste, no departamento de Haute-Marne. Estende-se por uma área de 8,09 km². Em 2010 a comuna tinha 60 habitantes (densidade: 7,4 hab./km²).